# Stora Långetjärnet (Ödskölts socken, Dalsland)
Stora Långetjärnet är en sjö i Bengtsfors kommun i Dalsland och ingår i Göta älvs huvudavrinningsområde. Sjön har en area på 0,125 kvadratkilometer och ligger 180,2 meter över havet.

## Delavrinningsområde
Stora Långetjärnet ingår i det delavrinningsområde (653573-129108) som SMHI kallar för Utloppet av Iväg. Medelhöjden är 142 meter över havet och ytan är 53,53 kvadratkilometer. Räknas de 19 avrinningsområdena uppströms in blir den ackumulerade arean 240,47 kvadratkilometer. Stenebyälven (Grorudsälven) som avvattnar avrinningsområdet har biflödesordning 3, vilket innebär att vattnet flödar genom totalt 3 vattendrag innan det når havet efter 199 kilometer. Avrinningsområdet består mestadels av skog (57 procent) och jordbruk (10 procent). Avrinningsområdet har 11,85 kvadratkilometer vattenytor vilket ger det en sjöprocent på 22,1 procent.